# 漢普頓比奇 (新罕布什爾州)
漢普頓比奇（英語：Hampton Beach）是位於美國新罕布什爾州羅京安縣的普查規定居民點。

## 人口
根據2020年美國人口普查的數據，漢普頓比奇的面積為3.87平方千米，當中陸地面積為3.30平方千米，而水域面積為0.57平方千米。當地共有人口2598人，而人口密度為每平方千米671.32人。